# Eukoenenia thais
Eukoenenia thais är en spindeldjursart som beskrevs av Bruno Condé 1988. Eukoenenia thais ingår i släktet Eukoenenia och familjen Eukoeneniidae. Inga underarter finns listade i Catalogue of Life.